# Can Fruitós
Can Fruitós és una masia de Sentmenat (Vallès Occidental) inclosa a l'Inventari del Patrimoni Arquitectònic de Catalunya.

## Descripció
Masia situada per sobre de les terres del castell de Sentmenat. És una de les més antigues. Al segle xxi, tot i que el conjunt ha estat reformat, manté encara la noblesa de la seva estructura anterior. En les finestres altes, hi ha elements de tipus gòtic i el portal que dona accés al pati central, està adovellat amb arc escarser.

## Història
Les terres on està emplaçat actualment el Mas Fruitós, depenien antigament de la Vila de Caldes i juntament amb les masies veïnes, formaven el "Prat Condal".